# Hertog van Viseu

Wapen van Hendrik de Zeevaarder, de eerste hertog van Viseu

De titel hertog van Viseu werd in 1415 gecreëerd door koning Johan I van Portugal ten gunste van zijn derde zoon, infant Hendrik, nadat deze laatste Ceuta veroverd had. Samen met het hertogdom Coimbra is dit het oudste hertogdom van Portugal. 
Hendrik benoemde zijn neef, infant Ferdinand, tot zijn erfgenaam, waardoor Ferdinand de tweede hertog van Viseu werd. Vanaf Ferdinand wordt de titel erfelijk, gekoppeld aan het hertogdom Beja, waarvan Ferdinand de eerste titularis was.
In 1495 wordt de erfgenaam van deze titels, Emanuel, 5e hertog van Viseu en 4e hertog van Beja, koning van Portugal als Emanuel I. Vanaf dit moment waren beide titels opgenomen in de kroon, al zou de titel "hertog van Viseu" nog enkele keren verleend worden aan infanten van Portugal.

## Lijst van hertogen van Viseu
1. Hendrik van Portugal, infant van Portugal (1394–1460)
2. Ferdinand van Portugal, infant van Portugal en 1e hertog van Beja (1433–1470)
3. Johan van Beja, 2e hertog van Beja (1448–1472)
4. Diogo van Beja, 3e hertog van Beja (1450–1484)
5. Emanuel van Beja, 4e hertog van Beja, later koning van Portugal als Emanuel I (1469–1521)
6. Maria van Portugal, dochter van Emanuel I en zijn derde echtgenote, Eleonora van Habsburg (1521–1577)
7. Michaël Maximiliaan van Bragança, infant de jure van Portugal (1878–1923)
8. Michaël Rafaël van Bragança, infant van Portugal (1946–)